# الحاج بكر
الحاج بكر حاكم إيالة الجزائر نيابة عن خير الدين بربروس، في الفترة بين 1543 م و20 يونيو 1544 م، كان من مهاجري المسلمين الذين قدموا من الأندلس، وكان يمثلهم في المجلس الحربي في الجزائر.

## الدفاع عن مدينة الجزائر ضد هجوم شارلكان
قاد المعركة للدفاع عن مدينة الجزائر إلى جانب والي الجزائر حينها حسن آغا ضد الحملة الصليبية التي تزعمها شارلكان الذي جمع لحملته قواته الاسبانية إلى جانب بواخر جمهورية جنوة، الدولة البابوية، مملكة نابولي، مملكة صقلية وفرسان القديس يوحنا.
بدأت القوات الإسبانية بالنزول إلى الشاطئ يوم الأحد 23 اكتوبر 1451 من الضفة اليسرى من واد الحراش يقودها شارلكان بنفسه ونصب معسكره في الحامة بينما مؤخرة الجيش كانت تتكون من الايطاليون وفرسان مالطا وفي الصباح بدأت في المسير نحو السهل وقامت معركة مع الجزائريين هناك واستطاع شارلكان احتلال كدية الصابون ونصب فيها قيادته بينما القوات الأخرى احتلت الهضاب التي تحت الكدية وقوات أخرى كانت في المؤخرة على الشاطئ.
كان الجنود الاتراك لا يتجاوز عددهم ثمانمائة جندي، بالإضافة إلى خمسة الاف من مهاجري الاندلس تحت قيادة الحاج بكر.
ارسل شارلكان لحسن آغا يطلب منه تسليم المدينة فكانت المعارضة شديدة لذلكمن قبل المجلس الحربي الذي عقده قادة الجزائر خصوصا من طرف الحاج بكر وابلغوا شارلكان برفضهم لتهديداته.
في صباح 24 اكتوبر 1451 هبت رياح قوية وأمطار ادت إلى تدمير وحدات من الاسطول الاسباني المرابط على الشاطئ مع ما كانت تحمله من مؤون وذخيرة وبدا الذعر يتملك الصليبين من فقدان المؤونة فاستغل الجزائريون ذلك وشنوا عدة مناوشات مع القوات التي على الأرض كبدت المعتدين عدة خسائر في الارواح والعاصفة ازدادت قوتها وخسر الاسطول معظم مدفعيته ومؤونته وبدأت قوات شارلكان بالانسحاب والجزائريين يتبعونهم من كل جانب خصوصا قوات الحاج بكر التي ابلت بلاءا منقطع النظير.
فر شارلكان وما بقي من قواته امام هذه الهزيمة النكراء التي كان لها صدى كبير في كامل ارجاء اوروبا واغتنم الجزائريين عددا ضخما من المدافع والذخيرة عززت قوتهم البحرية.

## ولايته للجزائر
قبل وفاة حسن آغا بفترة نصب الاتراك الحاج بكر مكانه سنة 1543 لولاية الجزائر خلفا له، نظرا لحنكته وشجاعتة التي ابرزها في القتال والدفاع عن الجزائر ضد حملة شارلكان وحسن تصرفه في ذلك.

### اخماد ثورة مليانة
في فترة حكمه قامت ثورة في قبائل مليانة ضد الأتراك بقيادة بوالترك قائد ريغة الذي استطاع تكوين جيش قوامه نحو العشرين الف جندي هجم بهم على متيجة إلى ان وصل إلى ابواب الجزائر، لكن الحاج بكر بحنكته وحسن تسييره للقتال استطاع التغلب عليهم وصد العدوان وتتبع فلولهم وقطع دابر هذه الثورة.
و ما ان عاد الحاج بكر من انتصاره ودخل الجزائر في جوان 1544 حتى وجد حسن باشا بن خير الدين بربروس هناك قد عين واليا على الجزائر.